# エーリッヒ・ツァンの音楽
『エーリッヒ・ツァンの音楽』（The Music of Erich Zann、エーリッヒ・ツァンのおんがく）とは、アメリカ合衆国の怪奇幻想小説家ハワード・フィリップス・ラヴクラフトによって書かれた短編小説である。
1921年12月に執筆され、「ナショナル・アマチュア」で1922年3月に発表した。
日本では『宝石』1955年9月号に掲載され（田村雄二訳）、日本において初めて翻訳されたラヴクラフトの作品であると長らく認識されていたが、違っていた。東雅夫の調査により、実は『壁の中の鼠群』の方が早かったことが判明している。
この作品から、後に外なる神トルネンブラが誕生した。

## あらすじ
貧しい大学生の主人公は、オーゼイユ街（Rue d'Auseil）という老人ばかりの貧民街の安下宿に流れ着いた。同じ下宿屋の高い屋根裏部屋には、場末の劇場での演奏で生計を立てているドイツ人で唖のヴィオル奏者の老人エーリッヒ・ツァンが一人で住んでいた。主人公は、毎夜耳にするツァンが奏でるヴィオルの、この世ならぬ不気味で暗澹たる調べに魅了され、ツァンの部屋を訪ね演奏を聞かせて貰うが、例の怪奇な音楽を奏でるよう所望すると、ツァンは激しく拒絶する。その時主人公は、彼がカーテンに遮られたままの窓の外を警戒していることに気付く。その後も主人公は、ツァンの怪奇な音楽を廊下で盗み聞きし続けたが、演奏は日ごとに激しくなっていき、それと逆比例してツァンは憔悴し、やつれていった。
ある夜、いつものように主人公が廊下で音楽を盗み聞きしていると、ツァンの演奏は急に荒々しい騒音と化し、続いて彼の悲鳴が響く。ドアを激しく叩くと意識を回復したらしいツァンが安堵したように迎え入れ、今恐ろしい怪異に襲われたが、一部始終を書き留めたいと筆談で示し、大量の草稿を書き始めた。約1時間後、突然外から美しい音が聞こえ出すとツァンも慌てたようにヴィオルを奏で始める。まるで外から聞こえてくる音楽を打ち消そうとするかのようだった。彼の様子がさらに狂乱したものになっていくと今度は、はるか西の空から悪魔のような音色が響き出す。そして窓から突風が飛び込み、ツァンの草稿を残らず外へ吸出した。その時、主人公が見た開いた窓の外はこの世ではなく、真っ暗な空間が続いていた。次の瞬間、突風が蝋燭の火を吹き消したが暗闇の中でもツァンは狂ったようにヴィオルを弾き続ける。だが、主人公が触れるとツァンの身体は、冷たく硬直しており、すでに息はなく呪われたヴィオルが鳴り響く中、主人公は街を逃げ出す。
その後、主人公の記憶に欠落があるようで今では、オーゼイユ街そのものを見つけることができなくなってしまったが、そのことを主人公は、少しも残念とは思っていないと締められる。

### 登場人物
- 主人公 - 貧乏な大学生。過去を回想する形式で物語を語る。
- エーリッヒ・ツァン（Erich Zann） - 唖の音楽家。

### オーゼイユ街
作品の舞台となる架空の町。地図に載っていないという。川から立ち上る悪臭、急坂だらけの道筋、のしかかってくるような崩壊寸前の家並み、無口で高齢な住民が特徴であり、その街で一番高い窓を持つ屋根裏部屋が事件の舞台となる。1921年の作品であり、直接クトゥルフ神話に言及することはないが、襲い来る怪異の性質がアーサー・マッケンの諸作やラヴクラフト後期の作品を思わせる。

## 解説
物語の舞台は、フランスのパリであると推察されるが作中で明言されていない。「Auseil」という名前もラブクラフトは、「au seuil（戸口）」というフランス語から発想したと考えられる。
ラヴクラフトの作品を体系化したオーガスト・ダーレスは本作をクトゥルフ神話にはカウントしていない。ただし、ダーレスは名探偵ソーラー・ポンズ（シャーロック・ホームズの大ファンだったダーレスが自分で書いた模倣探偵）のシリーズの一編『ノストラダムスの水晶球』において、オーゼイユ街について言及しており、世界観を繋げている。
後にクトゥルフ神話作品に取り込まれる。きっかけとなったのは、1976年のジェイムズ・ウエイドの小説『エーリカ・ツァンの沈黙』（The Silence of Erika Zann）であり、『エーリッヒ・ツァンの音楽』の続編として書かれた。
またテーブルトークRPG『クトゥルフ神話TRPG』にて、トルネンブラという外なる神の周辺設定に取り込まれている。
音楽の要素を取り入れた怪奇小説を執筆し、クトゥルフ神話の書き手としても知られているスティーブン・マーク・レイニーは、1981年にジョージアの大学で本作を読んだのがラヴクラフト＆クトゥルフ神話との出会いであったと彼が編んだ音楽クトゥルフ神話集の「Song of Cthulhu」（本作も収録されている）で語っている。
ラブクラフト自身、自分の物語で最高の作品として紹介している。

## 収録
- 『宝石』1955年9月号、田村雄二訳
- 『暗黒の秘儀 ラヴクラフト傑作集』創土社、1972年、仁賀克雄訳
- 『ラヴクラフト全集2』東京創元社、1976年、宇野利泰訳
- 『ウィアード 2』青心社、1990年、大滝啓裕訳
- 『夢魔の書』学習研究社、1995年、大滝啓裕訳
- 『狂気の山脈にて クトゥルー神話傑作選』新潮文庫、2020年、南條竹則訳

1990年には松本千秋によってコミックアンソロジー『ラブクラフトの幻想怪奇館』(大陸書房刊・ISBN 978-4803329322）に収録。こちらではツァンがドイツの音楽院から来た若い学生になり、怪異の元凶がヴァイオリンにあることが示唆されるなど多少の設定変更が行われてる。